# De Fonteintjes
De Fonteintjes is een natuurgebied op de grens van de Belgische gemeenten Blankenberge en Brugge. Het bevindt zich langs de Belgische kust tussen de centra van Blankenberge en Zeebrugge. Het 20 ha grote gebied is eigendom van de Administratie van Waterinfrastructuur en Zeewezen en wordt gehuurd en beheerd door Natuurpunt.
Het gebied is een van de weinige gebieden met inlagen, waar de dijken nog duidelijk merkbaar zijn. In het gebied groeien tal van zeldzame wilde orchideeën. Het gebied is daardoor ook zeer "kwetsbaar". De naastliggende koninklijke baan N34 zorgt ook voor veel lawaaihinder en lichtvervuiling, wat de situatie er niet beter op maakt.

## Geschiedenis
De eerste oproep om de natuurrijkdom van de duinen te beschermen werd reeds op 18 maart 1939 gepubliceerd door apotheker Paul Vande Vyvere in het Brugsch Handelsblad.
Het zal echter nog tot 1978 voordat het gebied als natuurreservaat erkend wordt. Het is daarmee een van de eerste natuurgebieden van Natuurpunt.

## Toegankelijkheid
Het gebied is op de paden vrij toegankelijk. Honden zijn, aan de leiband, welkom.

## Externe link

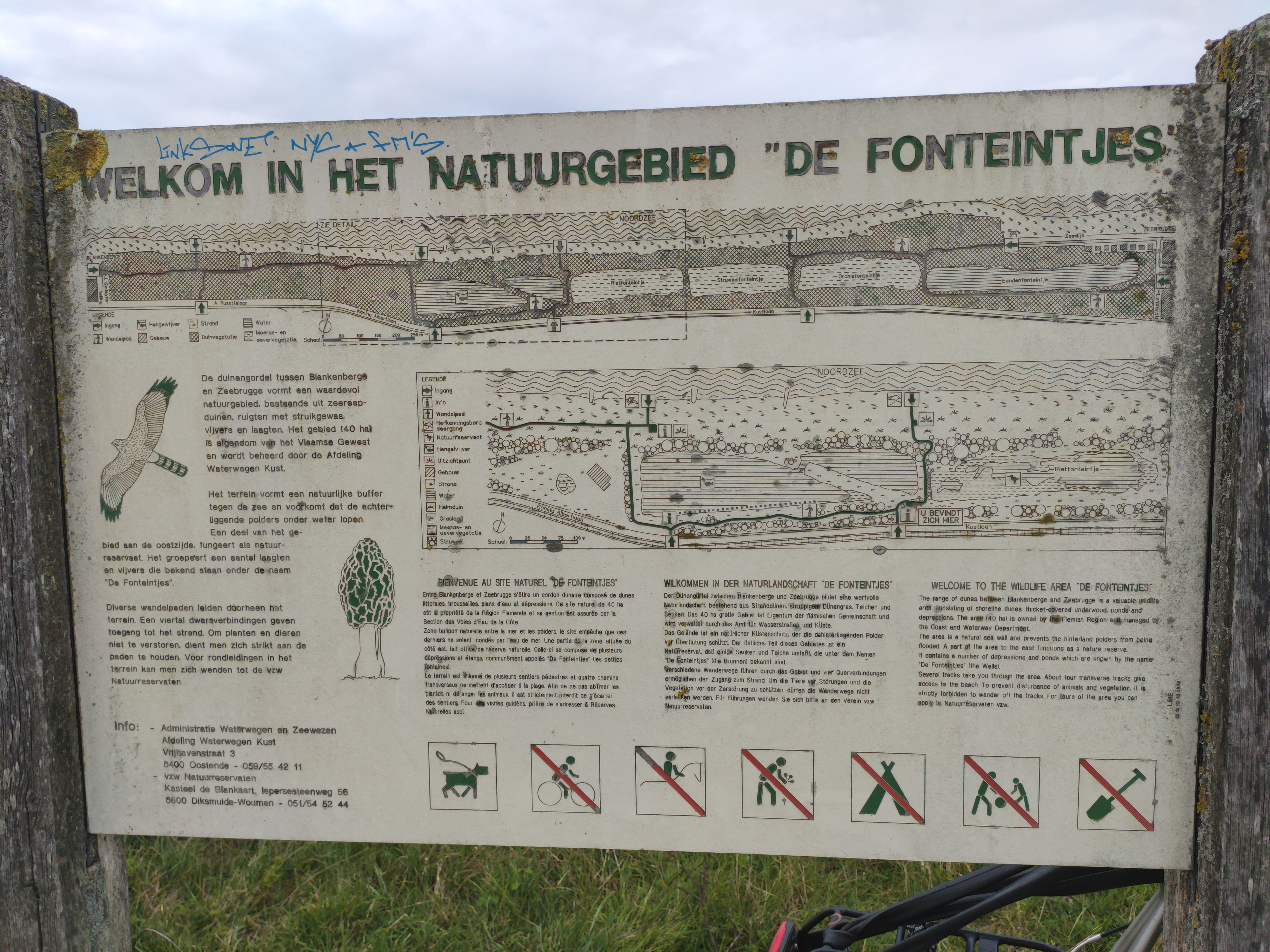
Infobord Natuurgebied De Fonteintjes